# Niob(V)-bromid
Niob(V)-bromid ist eine anorganische chemische Verbindung des Niobs aus der Gruppe der Bromide.

## Gewinnung und Darstellung
Niob(V)-bromid kann durch Reaktion von Niob mit Brom gewonnen werden.
{\displaystyle \mathrm {2\ Nb+5\ Br_{2}\longrightarrow 2\ NbBr_{5}} }

## Eigenschaften
Niob(V)-bromid ist ein äußerst feuchtigkeitsempfindlicher roter Feststoff, der in Ethanol gut löslich ist. Es sind drei Modifikationen bekannt. Die α- und β-Form besitzen orthorhombische Kristallstrukturen mit den Raumgruppen Pbma (Nr. 57, Stellung 5) bzw. Ccmm (Nr. 63, Stellung 2). Die dritte Form hat eine trikline Kristallstruktur mit der Raumgruppe P1 (Nr. 2). Diese ist isotyp mit der triklinen Form von Niob(V)-iodid.